# 青岛工学院

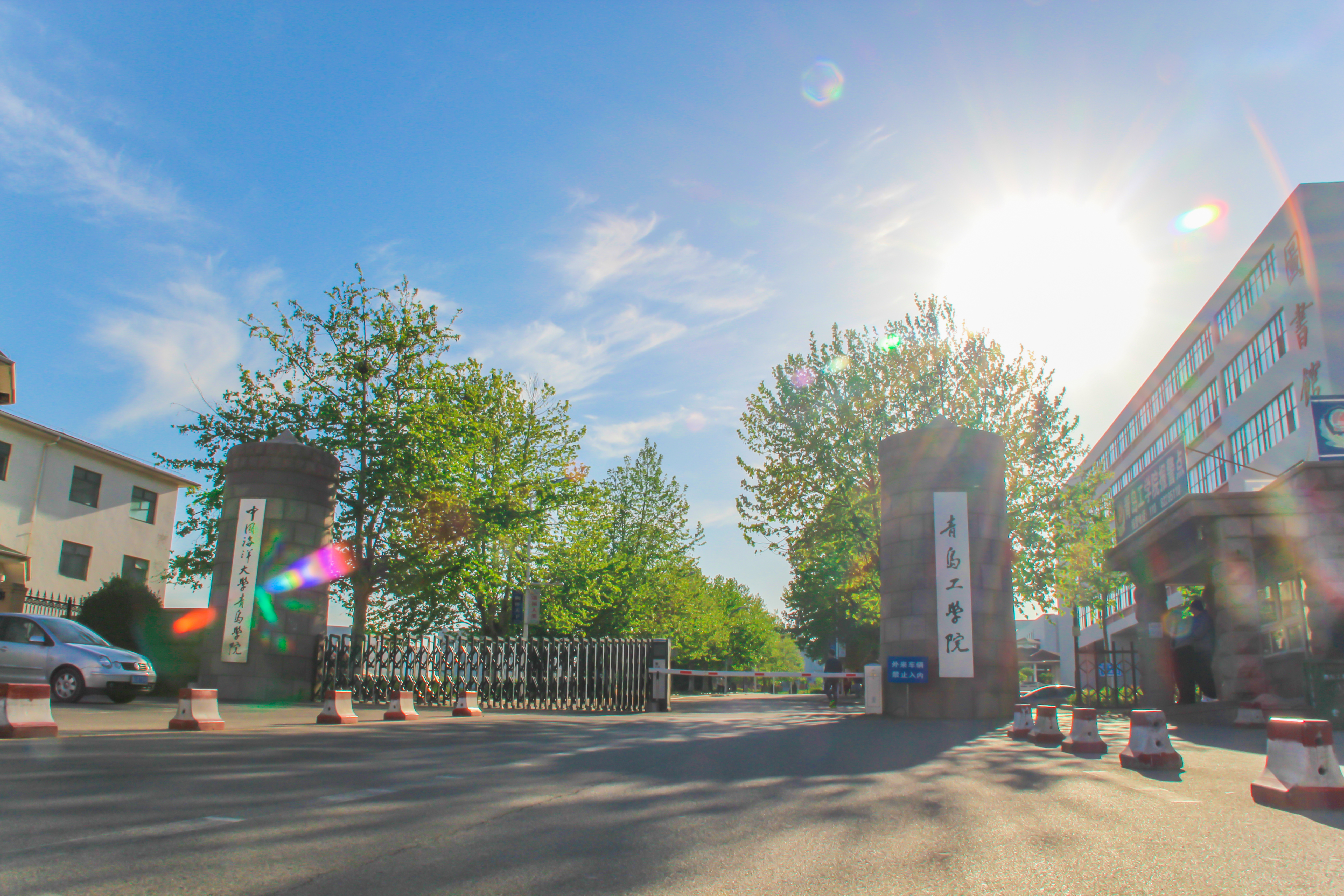
校门

青岛工学院，是一所中国的民办大学，校址位于山东省青岛市胶州市。

## 历史
青岛工学院的前身为民办独立学院中国海洋大学青岛学院，于2005年由青岛德泰伊力特德泰科教投资管理有限公司挂牌中国海洋大学创建。2011年改建转设为青岛工学院，成为一所民办高校。

## 院系
该校设有机电工程学院、信息工程学院、建筑工程学院、食品工程学院、外语学院、商学院、管理学院、基础教育学院8个教学单位。